# Banco Jônico

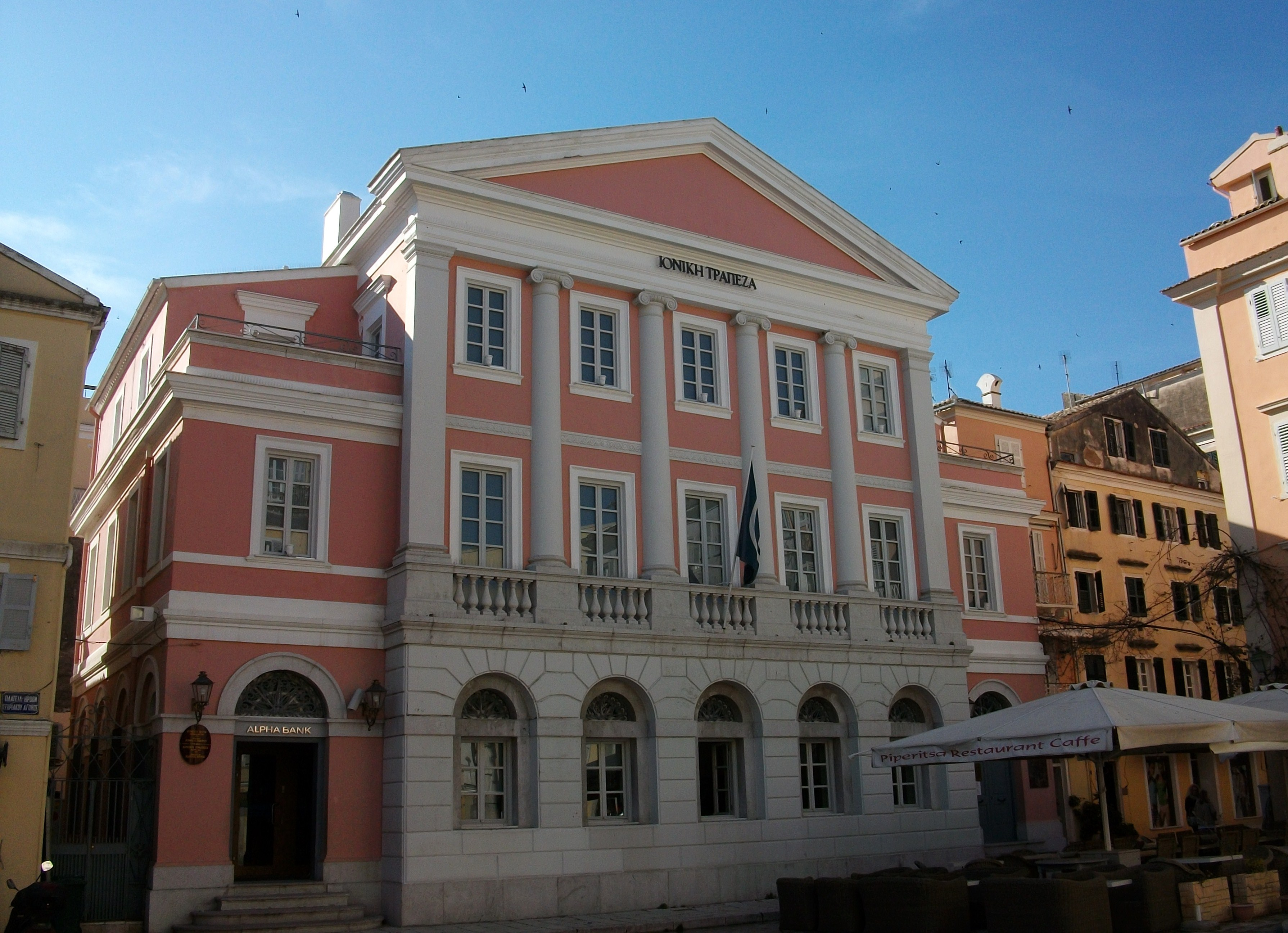
O edifício histórico do Banco Jônico em Corfu, atualmente hospeda o Banknote Museum.

O Ionian Bank (IB) (em português: Banco Jônico) era um banco britânico no exterior que os investidores estabeleceram em 1839 para operar nas Ilhas Jônicas, que na época era um protetorado britânico. Também serviu como banco central dos Estados Unidos das Ilhas Jônicas. O IB expandiu-se posteriormente na Grécia e no Mediterrâneo Oriental. Depois de perder suas filiais no Egito para a nacionalização, o IB se retirou do Mediterrâneo, vendendo todas as suas operações lá. Michael Behrens e John Trusted adquiriram o Ionian Bank, convertendo-o em um banco comercial em Londres. Essa operação em Londres nunca teve muito sucesso e, em 1977, desistiu voluntariamente de sua licença bancária. A operação grega, renomeada Ionian Popular Bank, foi absorvida pelo Alpha Bank em 2000.

## História
Um "decreto do Senado Eminente da Comunidade das Ilhas Jônicas" estabeleceu o Banco Estatal Jónico em 1839, para financiar o comércio entre as Ilhas Jônicas (um protetorado britânico) e a Grã-Bretanha. Isso fez do banco o mais antigo da Grécia. O banco recebeu uma concessão de 20 anos do privilégio exclusivo de emitir e circular notas para as Ilhas Jônicas. O banco logo mudou seu nome para Ionian Bank (IB), e inicialmente operava apenas nas Ilhas Jônicas, abrindo agências em Corfu, Zacinto e Cefalônia no ano seguinte. Em 1845, um ano após o banco receber uma Carta Real do Reino Unido, estabeleceu agências em Atenas e Patras e nomeou agentes especiais em Veneza e Trieste.
Em 1864, as Ilhas Jônicas se uniram à Grécia. Uma nova carta transformou o IB em uma Société Anonyme, com o governo grego assumindo sua dívida. Naquele ano, o IB também converteu suas agências em Atenas e Patras em filiais completas (possivelmente antes de 1864.) O IB estendeu suas operações para o resto da Grécia. O escritório de Atenas assumiu a sede do escritório de Corfu em 1873. Em 1880, o banco havia perdido sua posição de monopólio legal nas Ilhas, mas ganhou uma extensão de sua emissão de direitos de nota (não mais exclusivos). Em 1883, o IB desistiu de sua Carta Real e se registrou como uma sociedade de responsabilidade limitada.
O IB manteve sua carta grega até 1905 e expandiu-se para o Egito abrindo filiais em Alexandria em 1907.
Durante a Primeira Guerra Mundial, o Banco Jónico serviu aos interesses militares dos Aliados nos Balcãs, abrindo filiais em Salonika, Syra, Chios e Mitylene.

### Entre as guerras

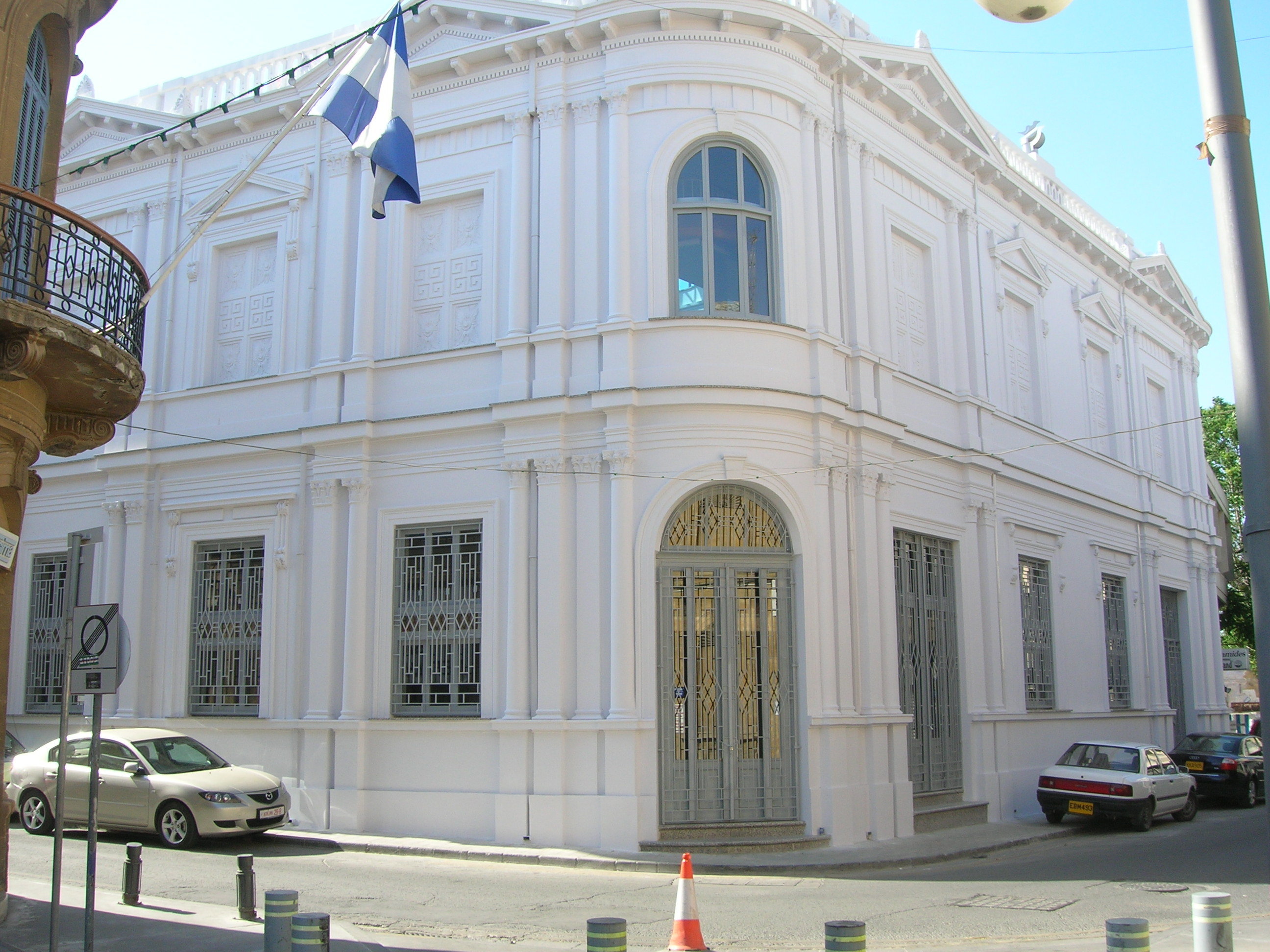
Antiga agência do Banco Jónico em Nicósia

Em 1920, o Banco Jônico perdeu o privilégio de emitir notas. Dois anos depois, o IB adquiriu a filial de Constantinopla da Guaranty Trust Co. de Nova York e, possivelmente, uma sub-filial ou agência em Smyrna. Em 1924, o IB continuou sua expansão internacional abrindo um escritório de representação em Nova York. Então, em 1926, o IB estabeleceu uma filial em Nicósia, Chipre e no próximo ano agências em Famagusta, Limassol e Larnaca. O IB retirou-se de Nova York em 1928, fechando sua filial lá e de Constantinopla no próximo ano vendendo sua filial para o Deutsche Bank. Por fim, em 1938, adquiriu mais de dois terços do capital social do Banco Popular, estabelecido em 1905.

### Segunda Guerra Mundial e depois
Durante a Segunda Guerra Mundial, os italianos adquiriram à força as participações do IB no Banco Popular e o administraram como um banco italiano pelo período. No final da guerra, o IB recuperou suas participações. Em 1949, o IB aumentou ainda mais suas participações no Banco Popular para quatro quintos da capital. Dois anos depois, retornou ao Egito estabelecendo uma filial no Cairo.
Em 1956, o governo egípcio estabeleceu o Bank Al-Goumhourieh para assumir as operações egípcias do Ionian Bank e do Ottoman Bank após a Guerra do Canal de Suez. O IB havia coberto a inteligência britânica (dois diretores do banco, Sir Bickham Sweet-Escott e Robin Brooke, pertenciam ao MI6), mas todos os bancos britânicos e franceses foram nacionalizados pelo Egito ao mesmo tempo.
No ano seguinte, o IB vendeu seus ativos gregos ao Banco Comercial da Grécia, que mantinha o IB como uma entidade separada, e seus ativos em Chipre ao Chartered Bank. O IB grego tornou-se o Banco Jônico e Popular da Grécia, fundindo-se com sua subsidiária, Banco Popular. Eventualmente, o Alpha Bank comprou o Banco Jônico e Popular da Grécia em 1999 e o absorveu em 2000. O Commercial Bank of Greece comprou a agência do IB em Londres.